# Nicholle Tom
Nicholle Tom, född 23 mars 1978 i Hinsdale, Illinois, är en amerikansk skådespelare.
Tom har medverkat i mer än ett 30-tal TV-serier. Nicholle Tom är mest känd för sin karaktär Maggie Sheffield i TV-serien The Nanny. Hon är syster till skådespelarna David Tom och Heather Tom.

## Filmografi (urval)
- 2006 – Bottoms up
- 1993-1999 - The Nanny (TV-serie)
- 1992 – Beethoven